# Українські фільми, презентовані на міжнародних кінофестивалях
Список українських фільмів, що брали участь в міжнародних кінофестивалях.
Першим помітним успіхом українського кіно на таких подіях було відзначення фільму «Квітуча Україна» на Каннському кінофестивалі в 1951 році. Найбільшими досягненнями українського кіно на міжнародних кінофестивалях в радянський час були нагороди фільму «Тіні забутих предків» Сергія Параджанова на фестивалі в Мар-дель-Плата та інших в 1965 році; «Золотий голуб» кінофестивалю в Лейпцизі за фільм «Мова тварин» (1967) Фєлікса Соболєва; Приз FIPRESCI фільму «Лебедине озеро. Зона» Юрія Іллєнко в Каннах в 1990 році.
Після відновлення Україною незалежності найбільш помітними відзнаками українського кіно на міжнародних фестивалях були «Срібний ведмідь» Берлінського кінофестивалю мультфільму «Йшов трамвай дев'ятий номер» (2002) Степана Коваля; премія «Срібний леопард» кінофестивалю в Локарно фільму «Ядерні відходи» Мирослава Слабошпицького; Гран-прі Тижня критиків фільму «Плем'я» Мирослава Слабошпицького в Каннах в 2014 році; Головний приз журі світового документального кіно кінофестивалю «Санденс» роботі «Російський дятел» (2015) Чеда Грасія; Спеціальний приз журі за найкращий повнометражний документальний фільм Амстердамського кінофестивалю фільму «Українські шерифи» (2015) Романа Бондарчука участь фільмів Сергія Лозниці в Офіційному конкурсі Каннського кінофестивалю (2010, 2014, 2017).

## Канни
- 1951 — Офіційний конкурс короткометражних фільмів — «Квітуча Україна», реж. Михайло Слуцький — «Спеціальний приз журі за короткометражний фільм»
- 1988 — програма Двотижневик режисерів — «Холодний березень», реж. Ігор Мінаєв — Спеціальний приз фестиваль, приз критики
- 1988 — програма Двотижневик режисерів — «На своїй землі», реж. Ігор Апасян
- 1990 — програма Двотижневик режисерів — «Лебедине озеро. Зона», реж. Юрій Іллєнко — Приз FIPRESCI, Нагорода Молодості за найкращий закордонний фільм
- 1990 — програма Двотижневик режисерів — «Перший поверх», реж. Ігор Мінаєв
- 1997 — програма Двотижневик режисерів — «Приятель небіжчика», реж. В'ячеслав Криштофович
- 2005 — Офіційний конкурс короткометражних фільмів — «Подорожні», реж. Ігор Стрембіцький — «Золота пальмова гілка за короткометражний фільм»
- 2010 — Офіційний конкурс — «Щастя моє», реж. Сергій Лозниця
- 2011 — Офіційний конкурс короткометражних фільмів — «Крос», реж. Марина Врода — «Золота пальмова гілка за короткометражний фільм»
- 2014 — Офіційний конкурс — «Майдан», реж. Сергій Лозниця
- 2014 — програма Міжнародний тиждень критики — «Плем'я», реж. Мирослав Слабошпицький — Гран-прі Тижня критиків
- 2017 — Офіційний конкурс — «Лагідна», реж. Сергій Лозниця
- 2017 — програма Двотижневик режисерів — «Іній», реж. Шарунас Бартас
- 2018 — програма Міжнародний тиждень критики — «Гірська жінка: на війні», реж. Бенедикт Ерлінґссон
- 2018 — секція Особливий погляд — «Донбас», реж. Сергій Лозниця — Приз за найкращу режисуру
- 2019 — секція Особливий погляд — «Додому», реж. Наріман Алієв
- 2019 — Офіційний конкурс короткометражних фільмів — «Анна», реж. Декель Беренсон
- 2021 — програма Міжнародний тиждень критики — «Ольга», реж. Елі Ґраппа — заохочувальна премія «SACD Award»[1][2][3]
- 2021 — позаконкурсна програма Спеціальних показів документальних фільмів — «Бабин яр. Контекст», реж. Сергій Лозниця — заохочувальна премія «Золоте око»
- 2022 — програма Особливий погляд — «Бачення метелика», реж. Максим Наконечний
- 2022 — програма Двотижневик режисерів — «Памфір», реж. Дмитро Сухолиткий-Собчук

## Венеція
- 1946 — секція International Critics Award — Special Mention — «Нескорені», реж. Марк Донськой — Особлива згадка міжнародної комісії журналістів
- 1965 — основна конкурсна програма на здобуття Золотого лева — «Вірність», реж. Петро Тодоровський — спеціальна премія «За кращий дебют»
- 1977 — показ у рамках спеціальної програми Культурного дисидентства — «Тіні забутих предків», реж. Сергій Параджанов
- 1986 — основна конкурсна програма на здобуття Золотого лева — «Бережи мене, мій талісмане», реж. Роман Балаян
- 1990 — основна конкурсна програма на здобуття Золотого лева — «Розпад», реж. Михайло Бєліков — спеціальна премія Золота медаль президента італійського Сенату
- 1992 — основна конкурсна програма на здобуття Золотого лева — «Чутливий міліціонер», реж. Кіра Муратова
- 1992 — програма «Міжнародний тиждень критики[it]» — «Кисневий голод», реж. Андрій Дончик — особлива згадка нагороди Premio UCCA Venticittà за операторську майстерність
- 2015 — позаконкурсна програма — документальні фільми — «Зима у вогні», реж. Євген Афінеєвський
- 2019 — основна конкурсна програма на здобуття Золотого лева — «Розфарбований птах», реж. Вацлав Маргоул
- 2019 — секція «Горизонти» — «Атлантида», реж. Валентин Васянович — Нагорода за найкращий фільм секція «Горизонти»
- 2019 — програма «Міжнародний тиждень критики» — «Стасіс/Партенон», реж. Мантас Кведаравічюс[4][5]
- 2020 — програма «Міжнародний тиждень критики» — «Погані дороги», реж. Наталія Воржбит — заохочувальна премія «Verona Film Club Award»
- 2021 — секція «Горизонти» — «Цензорка», реж. Петер Керекес — Премія за найкращий сценарій
- 2021 — секція «Горизонти» — «Носоріг», реж. Олег Сенцов — TBA
- 2021 — основна конкурсна програма на здобуття Золотого лева — «Відблиск», реж. Валентин Васянович — TBA
- 2023 — секція «Orizzonti Extra» — «Назавжди-Назавжди», реж. Анна Бурячкова
- 2023 — поза конкурсом Biennale College Cinema VR секції «Venice Immersive» — «Перший день», реж. Валерій Коршунов
- 2023 — поза конкурсом Special Events секції «Giornate degli Autori» — «Фотофобія», реж. Іван Остроховський, Павел Пекарчик
- 2023 — ретроспективна конкурсна програма «Venice Classics» — «Тіні забутих предків» (версія 2012 року), реж. Сергій Параджанов

## Берлінале
- 1986 — секція «Панорама» — «Які ж ми були молоді», реж. Михайло Бєліков
- 1990 — Офіційний конкурс — «Астенічний синдром», реж. Кіра Муратова — Спеціальний приз журі «Срібний ведмідь»
- 1991 — документальна програма секції «Панорама» — «Місія Рауля Валленберга», реж. Олександр Роднянський
- 1993 — секція «Панорама» — «Голос трави», реж. Наталії Мотузко
- 1993 — секція «Kinderfilmfest / 14plus» — «Червона чашечка», реж. Костянтин Баранов
- 1994 — Офіційний короткометражний конкурс — «Сашко», реж. Микола Каптан
- 1995 — секція «Панорама» — «Тисмениця», реж. Неля Пасічник
- 1997 — Офіційний конкурс — «Три історії», реж Кіра Муратова
- 1999 — секція «Панорама» — «Лист в Америку», реж Кіра Муратова
- 2000 — секція «Панорама» — «Тир», реж. Тарас Томенко — Нагорода Нью-Йоркської кіноакадемії за короткометражний фільм
- 2000 — секція «Панорама» — «Другорядні люди», реж Кіра Муратова
- 2002 — Офіційний короткометражний конкурс — «Йшов трамвай №9», реж. Степан Коваль — Спеціальний приз журі «Срібний ведмідь»
- 2002 — секція «Форум» — «Пилюка», реж. Міхаель Боганім
- 2002 — позаконкурсна програма — «Молитва за гетьмана Мазепу», реж. Юрій Іллєнко
- 2005 — Офіційний конкурс короткометражних фільмів — «Довідка», реж. Кіра Муратова
- 2005 — секція «Форум» — «Путівник», реж. Олександр Шапіро
- 2005 — секція «Kinderfilmfest / 14plus» — «Злидні», реж. Степан Коваль
- 2006 — секція «Форум» — «ХеппіПіпл», реж. Олександр Шапіро
- 2009 — Офіційний конкурс короткометражних фільмів — «Діагноз», реж. Мирослав Слабошпицький
- 2010 — Офіційний конкурс короткометражних фільмів — «Глухота», реж. Мирослав Слабошпицький
- 2011 — Офіційний конкурс — «В суботу», реж. Олександр Міндадзе
- 2015 — Офіційний конкурс — «Під електричними хмарами», реж. Олексій Гєрман молодший
- 2016 — документальна програма секції «Панорама» — «Маріуполіс», реж. Мантас Кведаравічюс
- 2016 — програма «Generation 14plus» — «Без тебе», реж. Наріман Алієв
- 2017 — програма «Generation 14plus» — «Школа № 3», реж. Георг Жено, Ліза Сміт — Гран-прі програми «Generation 14plus»
- 2018 — секція «Панорама» — «Коли падають дерева», реж. Марися Нікітюк
- 2019 — Офіційний конкурс — «Гарет Джонс», реж. Агнешка Голланд
- 2020 — програма «Generation 14plus»;— «Земля блакитна, ніби апельсин», реж. Ірина Цілик
- 2021 — програма «Generation 14plus»;— «Стоп-Земля», реж. Катерина Горностай — Приз Юнацького журі програми «Generation 14plus» «Кришталевий ведмідь»
- 2022 — програма «Generation 14plus»;— «Терикони», реж. Тарас Томенко
- 2022 — програма «Панорама»;— «Клондайк», реж. Марина Ер Горбач
- 2023 — програма «Панорама»;— «Залізні метелики», реж. Роман Любий
- 2023 — програма «Encounters»;— «Східний фронт», реж. Віталій Манський, Євген Тітаренко

## Локарно
- 1961 — Офіційний конкурс — «Прощавайте, голуби», реж. Яков Сегель — Срібна медаль FIPRESCI, Почесний диплом
- 1966 — позаконкурсна програма — «Тіні забутих предків», реж. Сергій Параджанов
- 1987 — «Довгі проводи», реж. Кіра Муратова — приз FIPRESCI, Великий приз журі
- 2008 — конкурсна програма «Леопард майбутнього» — «За рамками», реж. Максим Ксьонда
- 2012 — конкурсна програма «Леопард майбутнього» — «Ядерні відходи», реж. Мирослав Слабошпицький —приз журі «Срібний леопард»
- 2014 — конкурсна програма «Леопард майбутнього» — «Листопад», реж. Марія Кондакова
- 2015 — конкурсна програма дебютних фільмів — «Київ/Москва. Частина 1», реж. Олена Хорєва — Спеціальна згадка конкурсу дебютних фільмів
- 2017 — конкурсна програма «Леопард майбутнього», програма італійського кіно — «Ізі», реж. Андреа Маньяні
- 2017 — конкурсна програма кінематографістів сьогодення — «Випуск '97», реж. Павло Остріков
- 2017 — програма Histoire(s) du cinéma — «Іній», реж. Шарунас Бартас
- 2022 — конкурсна програма кінематографістів сьогодення — «Як там Катя?», реж. Крістіна Тинькевич — Спеціальний приз журі Ciné+, найкраща акторка (Анастасія Карпенко)
- 2023 — Офіційний конкурс — «Степне», реж. Марина Врода — Приз за найкращу режисуру

## Роттердам
- 1996 — Офіційний конкурс «Tiger Award» — «Фучжоу», реж. Михайло Іллєнко
- 2008 — Офіційний конкурс «Tiger Award» — «Las Meninas», реж. Ігор Подольчак
- 2012 — конкурсна програма «Bright Future» — «Гамер», реж. Олег Сенцов
- 2012 — програма «Spectrum Shorts» — «Крос», реж. Марина Врода
- 2013 — ретроспектива Кіри Муратової — «Короткі зустрічі» (1967), «Довгі проводи» (1971), «Зміна долі» (1987), «Астенічний синдром» (1989), «Чутливий міліціонер» (1992), «Три історії» (1997), «Другорядні люди» (2001), «Чеховські мотиви» (2002), «Настроювач» (2004), «Два в одному» (2007), «Мелодія для катеринки» (2009), «Вічне повернення» (2012), реж. Кіра Муратова
- 2017 — конкурсна програма «Bright Future» — «Січень-березень», реж. Юрій Речинський
- 2018 — конкурсна програма «Ammodo Tiger Short» — «Маскування», реж. Тобіас Зєлони
- 2018 — конкурсна програма «Bright Future Short» — «Ленінопад», реж. Анна Єрмолаєва
- 2019 — позаконкурсна програма «Deep Focus» — «Київські фрески», реж. Сергій Параджанов
- 2022 — конкурсна програма «Cinema Regained» — «Нескінченність за Флоріаном», реж. Олексій Радинський
- 2023 — Офіційний конкурс «Hivos Tiger» — «Ля Палісіада», реж. Філіп Сотниченко — Приз FIPRESCI
- 2023 — позаконкурсна програма «Harbour» — «Памфір», реж. Дмитро Сухолиткий-Собчук
- 2023 — позаконкурсна програма «Cinema Regained» — «Фільм, присвячений воді та деревам», реж. Флоріан Юр'єв

## Карлові Вари
- 1983 — конкурсна програма — «Ніч коротка», реж. Михайло Бєліков — Головний приз
- 2001 — конкурсна програма «East of the West» — «Хроніки від Фортінбраса», реж. Оксана Чепелик
- 2004 — Офіційний конкурс — «Водій для Віри», реж. Павло Чухрай
- 2006 — конкурсна програма «East of the West» — «Прорвемось!», реж. Іван Кравчишин
- 2008 — програма «Another View» — «Las Meninas», реж. Ігор Подольчак
- 2011 — конкурсна програма «East of the West» — «Будинок з вежкою», реж. Єва Нейман
- 2014 — документальний конкурс — «Жива ватра», реж. Остап Костюк
- 2014 — документальні фільми поза конкурсом — «Майдан», реж Сергій Лозниця
- 2015 — Офіційний конкурс — «Пісня пісень», реж. Єва Нейман — Приз екуменічного журі — Спеціальна згадка
- 2016 — документальний конкурс — «Рідні», реж. Віталій Манський
- 2017 — Офіційний конкурс — «Межа», реж. Петер Беб'як — Нагорода за найкращу режисуру
- 2017 — конкурсна програма «East of the West» — «Стрімголов», реж. Марина Степанська
- 2018 — конкурсна програма «East of the West» — «Вулкан», реж. Роман Бондарчук
- 2019 — конкурсна програма «East of the West» — «Мої думки тихі», реж. Антоніо Лукіч — Спеціальний приз журі
- 2019 — документальний конкурс — «Панорама», реж. Юрій Шилов

## Сан-Себастьян
- 1965 — позаконкурсна програма — «Тіні забутих предків», реж. Сергій Параджанов
- 2013 — конкурсна програма «New Directors» — «Зелена кофта», реж. Володимир Тихий
- 2016 — ретроспективна програма «The Act of Killing. Cinema and global violence» — «Майдан», реж. Сергій Лозниця
- 2019 — конкурсна програма «Glocal in Progress» — «Невидимий», реж. Ігнас Йонісас — нагорода програми
- 2023 — конкурсна програма «Zabaltegi-Tabakalera» — «Ля Палісіада», реж. Філіп Сотниченко

## Санденс
- 2015 — Конкурс світового документального кіно — «Російський дятел», реж. Чед Грасія — Головний приз журі.
- 2020 — Конкурс світового документального кіно — «Земля блакитна, ніби апельсин», реж. Ірина Цілик — Приз за найкращу режисуру.
- 2022 — Конкурс світового художнього кіно — «Клондайк», реж. Марина Ер Горбач — Приз за найкращу режисуру.
- 2022 — Конкурс світового документального кіно — «Будинок зі скалок», реж. Сімон Леренг Вільмонт — Приз за найкращу режисуру.
- 2023 — Конкурс світового документального кіно — «20 днів у Маріуполі», реж. Мстислав Чернов — Приз глядацьких симпатій.
- 2023 — Конкурс світового документального кіно — «Залізні метелики», реж. Роман Любий.

## Москва
- 1971 — Конкурсна програма — «Білий птах з чорною ознакою», реж. Юрій Іллєнко — Золота медаль
- 1991 — Конкурсна програма — «Рябий пес, що біжить краєм моря», реж. Карен Геворкян — Гран-прі, приз журі FIPRESSI, приз екуменічного журі, приз міжнародного журі кіноклубів
- 2014 — Конкурсна програма — «Брати. Остання сповідь», реж. Вікторія Трофіменко

## Варшава
- 2014 — Міжнародний конкурс — «Поводир», реж. Олесь Санін
- 2014 — Міжнародний конкурс — «Моя русалка, моя Лореляй», реж. Нана Джорджадзе
- 2014 — Конкурсна програма «1-2» — «Плем'я», реж. Мирослав Слабошпицький
- 2014 — Конкурсна програма короткометражних фільмів — «Крамниця співочих пташок», реж. Анатолій Лавренішин
- 2015 — Конкурсна програма короткометражних фільмів — «Дідочок», реж. Володимир Тихий
- 2016 — Конкурсна програма короткометражних фільмів — «Reve ta Stohne on Tour», реж. Надія Парфан
- 2017 — Конкурсна програма документальних фільмів — «Майже 10000 виборців», реж. Уляна Осовська
- 2017 — Конкурсна програма документальних фільмів — «Будинок “Слово”», реж. Тарас Томенко
- 2017 — програма «Вікенд сімейного кіно — короткометражні стрічки для дітей» — «Чудове чудовисько», реж. Сергій Мельниченко
- 2018 — Конкурсна програма короткометражних фільмів — «Штангіст», реж. Дмитро Сухолиткий-Собчук — Гран-прі короткометражного конкурсу
- 2018 — Конкурсна програма документальних фільмів — «Какофонія Донбасу», реж. Ігор Мінаєв
- 2018 — Програма «Відкриття» — «Коли падають дерева», реж. Марися Нікітюк
- 2018 — Позаконкурсна програма «Спеціальні покази» — «Ефір», реж. Кшиштоф Зануссі
- 2018 — Програма кращих польських короткометражних фільмів 2018 — «Полярна зірка», реж. Аделіна Борец
- 2019 — Міжнародний конкурс — «U-311: Черкаси», реж. Тимур Ященко
- 2019 — Позаконкурсна програма Competition 1-2 — «Забуті», реж. Дар'я Онищенко — Спеціальна згадка журі
- 2019 — Позаконкурсна програма «Спеціальні покази» — «Атлантида», реж. Валентин Васянович
- 2019 — Позаконкурсна програма «Спеціальні покази» — «Пофарбоване пташеня», реж. Вацлав Маргоул
- 2019 — Позаконкурсна програма «Discoveries» — «Невидимий», реж. Ігнас Йонісас

## Монреаль
- 1987 — Міжнародний конкурс — «Самотня жінка бажає познайомитись», реж. В'ячеслав Криштофович — приз за кращу жіночу роль І. Купченко
- 2017 — Міжнародний конкурс — «Клітка для папуги, що говорить», реж. Ірина Асонова

## Торонто
- 2018 — Програма Discovery — «Гірська жінка: на війні», реж. Бенедикт Ерлінгссон[6]
- 2018 — Програма «Сучасне світове кіно» — «Донбас», реж. Сергій Лозниця[6]
- 2019 — Програма Special Presentation — «Пофарбоване пташеня», реж. Вацлав Маргоул
- 2019 — Позаконкурсна програма «Сучасне світове кіно» — «Атлантида», реж. Валентин Васянович

## Таллінн
- 2010 — Офіційний конкурс — «Щастя моє», реж. Сергій Лозниця — Гран-прі
- 2012 — Офіційний конкурс — «Будинок з вежкою», реж. Єва Нейман — Гран-прі
- 2014 — Конкурс короткометражних фільмів Sleepwalkers — «Мати. В ім'я мільйонів», реж. В'ячеслав Бігун[7]
- 2017 — Офіційний конкурс — «Брама», реж. Володимир Тихий
- 2017 — Конкурс короткометражних фільмів Sleepwalkers — «Технічна перерва», реж. Філіп Сотниченко — «Найкращий фільм»
- 2017 — програма «Форум» — «Ізі», реж. Андреа Маньяні
- 2017 — програма «Форум» — «Припутні», реж. Аркадій Непиталюк
- 2017 — програма «Панорама» — «Межа», реж. Петер Беб'як
- 2018 — Конкурс повнометражних дебютів — «Дике поле», реж. Ярослав Лодигін
- 2018 — програма «Панорама» — «Коли падають дерева», реж. Марися Нікітюк
- 2018 — програма «Signatures» — «Донбас», реж. Сергій Лозниця
- 2018 — програма «В фокусі: сторіччя» — «Тіні забутих предків», реж. Сергій Параджанов
- 2018 — Конкурс короткометражних фільмів Shorts Live-Action — «Mia Donna», реж. Павло Остріков
- 2019 — програма балтійського кіно — «Невидимий», реж. Ігнас Йонісас
- 2019 — позаконкурсна програма «Бунтівник з причиною» — «Атлантида», реж. Валентин Васянович
- 2019 — програма «Нинішні хвилі» — «Пофарбоване пташеня», реж. Вацлав Маргоул
- 2019 — програма документальних фільмів — «Де ти, Адаме?», реж. Олександр Запорожченко
- 2019 — програма JF Children — «Бобот», реж. Максим Ксьонда
- 2019 — програма короткометражних фільмів — «Кохання», реж. Микита Лиськов
- 2019 — програма короткометражних фільмів — «Штангіст», реж. Дмитро Сухолиткий-Собчук
- 2019 — програма короткометражних фільмів — «Різдвяні історії», реж. Валерія Сочивець, Філіп Сотніченко
- 2019 — програма короткометражних фільмів — «Вічність», реж. Анна Соболєва
- 2019 — програма короткометражних фільмів — «Знебарвлена», реж. Марина Степанська

## Мар-дель-Плата
- 1965 — Міжнародний конкурс — «Тіні забутих предків», реж. Сергій Параджанов — «Південний хрест»; приз ФІПРЕССІ за колір, світло та спецефекти
- 1997 — програма «Reverse Shot» — «Приятель небіжчика», реж. В'ячеслав Криштофович
- 2014 — програма «Автори» — «Майдан», реж. Сергій Лозниця
- 2017 — Міжнародний конкурс — «5 терапія», реж. Аліса Павловська — спеціальний приз Південно-Американської асоціації католиків

## Ла-Рошель
- 1988 — програма — «Польоти уві сні та наяву», реж. Роман Балаян
- 1988 — програма — «Холодний березень», реж. Ігор Мінаєв
- 1991 — програма «Омаж» — «Білий птах з чорною ознакою», реж. Юрій Іллєнко
- 1991 — програма «Омаж» — «Вечір на Івана Купала», реж. Юрій Іллєнко
- 1991 — програма «Омаж» — «Лебедине озеро. Зона», реж. Юрій Іллєнко
- 2008 — програма — «Las Meninas», реж. Ігор Подольчак
- 2014 — програма — «Плем'я», реж. Мирослав Слабошпицький
- 2018 — програма — «Жінка на війні», реж. Бенедикт Ерлінґсон
- 2018 — програма — «Донбас», реж. Сергій Лозниця
- 2018 — програма — «Стрімголов», реж. Марина Степанська

## Амстердам
- 1992 — «Знак тире», реж. Сергій Буковський — Диплом журі
- 2014 — програма «Майстри» — «Мій батько Євген», реж. Андрій Загданський
- 2014 — Конкурс студентських документальних фільмів — «Медик іде останньою», реж. Світлана Шимко
- 2015 — Конкурс повнометражних документальних фільмів — «Українські шерифи», реж. Роман Бондарчук — Спеціальний приз журі за найкращий повнометражний документальний фільм
- 2015 — Конкурс перших фільмів — «Аліса в Країні війни», реж. Аліса Коваленко, Любов Дуракова
- 2015 — програма «Панорама» — «Дибук. Історія мандрівних душ», реж. Кшиштоф Копчинський
- 2016 — програма Music Documentary — «Яма», реж. Антон Яремчук
- 2016 — ретроспектива «Топ 10: Сергій Лозниця» — «Совість» (1968), реж. Володимир Денисенко
- 2016 — ретроспектива Сергія Лозниці — «Вистава» (2008), реж. Сергій Лозниця
- 2018 — програма «Best of Fest» — «Домашні ігри» (2018), реж. Аліса Коваленко

## Лейпциг
- 1960 — ретроспектива Дзиґи Вертова
- 1964 — Міжнародна конкурсна програма документального кіно — «Портрет хірурга», реж. М. Грачов — «Срібний голуб»
- 1967 — Міжнародна конкурсна програма документального кіно — «Мова тварин», реж. Фєлікс Соболєв — «Золотий голуб»
- 1971 — Міжнародна конкурсна програма документального кіно — «Чи думають тварини?», реж. Фєлікс Соболєв — «Золотий голуб»
- 1973 — Міжнародна конкурсна програма документального кіно — «Завтрашня земля», реж. Анатолій Золозов — «Золотий голуб»
- 1976 — Міжнародна конкурсна програма документального кіно — «Шлях до тунелю», реж. Олексаднр Коваль — «Срібний голуб»
- 1976 — Міжнародна конкурсна програма документального кіно — «Серце солдата», реж. Анатолій Слісаренко — спеціальний приз журі «Золота пальмова гілка з голубом»
- 1979 — Міжнародна конкурсна програма документального кіно — «Меланчине весілля», реж. Олексаднр Коваль — «Срібний голуб»
- 1990 — Міжнародна конкурсна програма документального кіно — «Дах», реж. Сергій Буковський — «Срібний голуб»
- 1994 — Міжнародна конкурсна програма документального кіно — «Прощавай СРСР-2», реж. Олександр Роднянський — «Золотий голуб»
- 2013 — Міжнародна конкурсна програма короткометражного документального кіно — «У кутку», реж. Дмитро Тяжлов — «Лейпцизьке кільце»
- 2013 — Міжнародна конкурсна програма короткометражного документального кіно — «Сери та сеньйори», реж. Олександр Течинський
- 2014 — Міжнародна конкурсна програма документального кіно — «Майдан», реж Сергій Лозниця — Спеціальна відзнака
- 2014 — Міжнародна конкурсна програма молодих талантів в документальному кіно — «Все палає», реж. Олександр Течинський — «Лейпцизьке кільце», Спеціальна нагорода від MDR-Mitteldeutscher Rundfunk за видатний східноєвропейський фільм
- 2014 — Міжнародна анімаційна програма — «Лебідь», реж. Олександр Даниленко
- 2014 — Міжнародна конкурсна програма короткометражного документального кіно — «Позитив», реж. Поліна Кельм
- 2015 — Міжнародна конкурсна програма документального кіно — «Дибук. Історія мандрівних душ», реж. Кшиштоф Копчинський — «Лейпцизьке кільце»
- 2015 — Німецька конкурсна програма короткометражного документального кіно, Міжнародна анімаційна програма — «Агнозис», реж. Аніта Мюллер
- 2016 — Міжнародна конкурсна програма документального кіно — «Головна роль», реж. Сергій Буковський
- 2016 — Міжнародна конкурсна програма документального кіно — «Рідні», реж. Віталій Манський
- 2016 — Міжнародна програма короткометражного документального кіно — «Люди, які прийшли до влади», реж. Олексій Радинський, Томаш Рафа
- 2017 — Програма Next Masters Competition — «Дельта», реж. Олександр Течинський — Почесна згадка журі
- 2017 — Програма Retrospective Commanders — Chairmen — General Secretaries — «Ленінопад», реж. Світлана Шимко
- 2018 — Міжнародна конкурсна програма документального кіно — «Явних проявів немає», реж. Аліна Горлова — Спеціальна нагорода від MDR-Mitteldeutscher Rundfunk за видатний східноєвропейський фільм[8]
- 2018 — Міжнародна конкурсна програма документального кіно — «Зимовий сад», реж. Семен Мозговий
- 2018 — Міжнародна конкурсна програма короткометражного документального кіно — «Діорама», реж. Зоя Лактіонова
- 2018 — Програма Next Masters Competition — «Дихає», реж. Поліна Ольховнікова
- 2018 — Програма DOK Neuland — «Міст», реж. Микита Шалений
- 2022 — Міжнародна конкурсна програма короткометражного документального кіно — «Коли закінчиться зима 2022?», реж. Ганна Трофімова

## Їглава
- 2014 — програма «Between the Seas» — «Євромайдан. Чорновий монтаж», реж. Володимир Тихий, Андрій Литвиненко, Катерина Горностай, Роман Бондарчук, Юлія Гонтарук, Андрій Кісєльов, Роман Любий, Олександр Течинський, Олексій Солодунов, Дмитро Стойков
- 2014 — програма «Czech Landscape» — «Backstage revoluce», реж. Петра Севку, Ондрей Грушка
- 2014 — програма «Short Joy» — «Межі Європи», реж. Еліас Парвулеско
- 2014 — програма «Fascinations» — «Вага снігу», реж. Деніел МакІнетир
- 2016 — програма «My Street Films» — «Міст», реж. Дмитро Бурко, Оксана Носач, Олена Москальчук
- 2017 — програма «Short Joy» — «Ма», реж. Марія Стоянова
- 2017 — програма «Short Joy» — «Girls and Honey», реж. Питер Ян Де Пуе
- 2017 — програма «Between the Seas» — «Это война детка», реж. Юрій Пупирін
- 2017 — програма «Between the Seas» — «Мінливий солодкий без меж, або пісні і танці про смерть», реж. Тетяна Ходаківська, Олександр Стєколенко
- 2018 — програма «Between the Seas» — «Зимовий сад», реж. Семен Мозговий
- 2018 — програма «Between the Seas» — «Моя бабуся з Марса», реж. Алєксандер Міхалкович
- 2018 — студентська програма «Between the Seas» — «Геві метал», реж. Євген Голованевський — спеціальна відзнака програми
- 2018 — програма «Fascinations» — «Інтербачення-Львів», реж. Станіслав Мензелевський, Анна Онуфрієнко, Еліас Парвулеско
- 2018 — програма «Short Joy» — «Щасливі роки», реж. Світлана Шимко, Галина Ярманова
- 2018 — програма «My Street Films» — «Діорама», реж. Зоя Лактіонова
- 2018 — Програма віртуальної реальності;— «Міст», реж. Микита Шалений
- 2018 — спеціальний показ;— «aw • rah • nyoosh», реж. Бен Нейфельд

## Ньйон
- 1992 — «Знак тире», реж. Сергій Буковський
- 1994 — Міжнародна конкурсна програма документального кіно — «Прощавай СРСР-1. Фільм 1. Особистий», реж. Олександр Роднянський — спеціальний приз журі
- 2014 — програма «Doc Alliance» — «Все палає», реж. Олександр Течинський
- 2016 — програма «Regard Neuf» — «Маріуполіс», реж. Мантас Кведаравічюс
- 2017 — Міжнародний короткометражний конкурс — «Дівчата і мед», реж. Пітер-Ян Де Пу
- 2017 — програма «Grand Angle» — «Рідні», реж. Віталій Манський
- 2018 — Міжнародний повнометражний конкурс — «Тато – мамин брат», реж. Вадим Ільков — Приз журі
- 2018 — програма «Burning Lights» ;— «aw • rah • nyoosh», реж. Бен Нейфельд

## Марсель
- 2012 — Офіційний конкурс — «Час життя об'єкта в кадрі», реж. Олександр Балагура — відзнака Міжнародного призу Жоржа де Борегара
- 2013 — Офіційний конкурс — «Сонячний експеримент», реж. Еліз Флоренті, Марсель Тюрковскі

## Лісабон (документальний)
- 2017 — програма «Green Years» — «Сад гарний», реж. Олександр Солдатов

## Hot Docs
- 2018 — Міжнародний конкурс короткометражних фільмів — «Ленінопад», реж. Світлана Шимко
- 2018 — програма «World Showcase» — «Тато – мамин брат», реж. Вадим Ільков

## Оберхаузен
- 1968 — Міжнародний конкурс — «На-та-лі!», реж. Володимир Савєльєв
- 1990 — Міжнародний конкурс — «Тінь саркофага», реж. Георгій Шкляревський

## Клермон-Ферран
- 1991 — Міжнародний конкурс — «Зайці серед людей», реж. Сергій Суйсіла
- 1991 — Міжнародний конкурс — «Родимка», реж. Галатіна Дроздовська
- 1993 — Міжнародний конкурс — «Дев'ять з половиною хвилин», реж. Сергій Кушнеров
- 1994 — Міжнародний конкурс — «День ванни», реж. Домінік де Ріваз
- 1995 — Міжнародний конкурс — «Добрий ранок», реж. Галина Кувивчак-Сахно
- 1996 — Міжнародний конкурс — «Остання дружина Синьої Бороди», реж. Олександр Бубнов
- 1996 — Міжнародний конкурс — «Русалонька», реж. Володимир Тихий
- 1998 — Міжнародний конкурс — «Кавова гуща», реж. Олександра Ільменська
- 2001 — Міжнародний конкурс — «Паперові клопоти», реж. Богдана Смирнова
- 2001 — Міжнародний конкурс — «Кому не спиться в ніч глуху», реж. Володимир Дощук
- 2002 — Міжнародний конкурс — «Мертві півні», реж. Андрій Перек
- 2003 — Міжнародний конкурс — «Тато», реж. Олексій Росич
- 2004 — Міжнародний конкурс — «Засипле сніг дороги…», реж. Євген Сивокінь — Приз за «Найкращий анімаційний фільм»
- 2005 — Міжнародний конкурс — «Проти сонця», реж. Валентин Васянович — Спеціальний приз журі
- 2010 — Lab конкурс — «Біла ворона», реж. Анатолій Лавренішин
- 2012 — Міжнародний конкурс — «Листопад», реж. Максим Ксьонда
- 2012 — Міжнародний конкурс — «Побачення», реж. Євген Матвієнко
- 2013 — Національний конкурс — «Юшка», реж. Діана Рудиченко
- 2014 — Міжнародний конкурс — «Листопад», реж. Марія Кондакова
- 2015 — Міжнародний конкурс — «Син», реж. Філіп Сотниченко

## Мельбурн
- 2018 — Міжнародна програма — «Донбас», реж. Сергій Лозниця

## Ванкувер
- 2017 — Міжнародна програма — «Гніздо горлиці», реж. Тарас Ткаченко
- 2018 — Міжнародна програма — «Вулкан», реж. Роман Бондарчук

## Коттбус
- 2018 — Програма «Close Up: Ukraine» — «2020. Безлюдна країна», реж. Корній Грицюк
- 2018 — Програма «Close Up: Ukraine» — «Брама», реж. Володимир Тихий
- 2018 — Програма «Close Up: Ukraine» — «Війна химер» Анастасія та Марія Старожицькі
- 2018 — Програма «Close Up: Ukraine» — «Вулкан», реж. Роман Бондарчук
- 2018 — Програма «Close Up: Ukraine» — «Кава по колу», реж. Олександр Солдатов
- 2018 — Програма «Close Up: Ukraine» — «Кіборги», реж. Ахтем Сеітаблаєв
- 2018 — Програма «Close Up: Ukraine» — «Крокодил», реж. Катерина Горностай
- 2018 — Програма «Close Up: Ukraine» — «Поза зоною», реж. Нікон Романченко — Приз Cottbus Discovery Award Script Doctoring[9]
- 2018 — Програма «Close Up: Ukraine» — «Про Марка Львовича Тюльпанова, який розмовляв із квітами», реж. Дана Кавеліна
- 2018 — Програма «Close Up: Ukraine» — «Тера», реж. Нікон Романченко
- 2018 — Програма «Close Up: Ukraine» — «Цвяхи», реж. Ахмеді-Ернес Саріхаліл
- 2018 — Програма «Close Up: Ukraine» — «Червоний», реж. Заза Буадзе
- 2018 — Програма «Close Up: Ukraine» — «Шляхетні волоцюги», реж. Олександр Березань

## Флоренція
- 2020 — Міжнародний фестиваль «Festival dei Popoli» — фільм «Цей дощ ніколи не скінчиться» режисера Аліни Горлової (продюсер Максим Наконечний) переміг в номінації «За найкращий повнометражний фільм».[10][11]